# 도량 롯데캐슬 골드파크
도량 롯데캐슬 골드파크(영어: DORYANG LOTTE CASTLE GOLD PARK)는 대한민국 경상북도 구미시 도량동에 위치한 대단지 아파트이다. 최고 29층의 10개의동 1260세대로 이루어져 있으며, 59TYPE, 64A TYPE, 64B TYPE, 84A / B / C / D TYPE, 97 TYPE, 109 TYPE 평형으로 구성되어 있는 아파트 단지이다. 도량 1,2주공아파트를 재건축한 아파트로 구미시 최초 롯데캐슬 브랜드 단독 단지이며, 2016년 9월 30일에 분양을 시작해 평균 15대 1 (최고 36대 1) 경쟁률을 기록하였다. 

단지 바로 앞에는 도량 산림공원이 위치해 있으며, 주변으로는 문장초등학교, 도산초등학교, 구미중학교, 구미여자고등학교, 구미고등학교가 도보 10분 거리 내 모두 위치해있다.